# His Baby Doll
Pour plus de détails, voir Fiche technique et Distribution.
His Baby Doll est un film américain réalisé par Harry Williams, sorti en 1917.

## Synopsis
Divers quiproquos se produisent à l'occasion d'une confusion entre un bébé et une poupée, à la veille d'un mariage.

## Fiche technique
- Titre original : His Baby Doll
- Réalisation : Harry Williams
- Photographie : C.H. Wales
- Production : Mack Sennett
- Société de production : Keystone
- Société de distribution : Keystone
- Pays d’origine :  États-Unis
- Langue originale : anglais
- Format : noir et blanc — 35 mm — 1,37:1 — Film muet
- Genre : Comédie
- Durée : une bobine - 300 m
- Date de sortie :
  - États-Unis : 16 septembre 1917

## Distribution
- George Binns : le maître d'hôtel
- Dale Fuller : la nurse
- Malcolm St. Clair : le célibataire
- Claire Anderson : sa sœur
- James Donnelly : son père
- Florence Clarke : sa mère